# Марк Аний Север
Марк Аний Север (на латински: Marcus Annius Severus) е римски аристократ от 2 век, дядо на римския император Гордиан II. През неизвестна година той е суфектконсул.
Произлиза от фамилията Ании. Жени се за Силвана (* 120 г.), дъщеря на Луций Ламия Силван (суфектконсул 145 г.) и Аврелия Фадила, по-голямата дъщеря на император Антонин Пий и Фаустина Стара и сестра на Фаустина Млада, която става съпруга на римския император Марк Аврелий. Двамата имат дъщеря Фабия Орестила (160 – 238), която става 192 г. съпруга на Гордиан I и има двама сина и една дъщеря: Гордиан II (* 192 г. – 238 г.) и Антония Гордиана (* 201 г. – ?) или Меция Фаустина, майка на Гордиан III.